# Flekušek
Flekušek – wieś w Słowenii, w gminie Pesnica. W 2018 roku liczyła 90 mieszkańców.